# (30523) 2001 MK23
2001 أم كي 23 (ويعرف أيضًا باسم (30523) 2001 أم كي 23 وفق تسمية الكوكب الصغير) (بالإنجليزية: 2001 MK23)‏ هو كويكب ضمن حزام الكويكبات؛ وترتيبه 30523 من حيث الاكتشاف.
اكتُشف هذا الجُرم الفلكي بواسطة تعقب الأجرام القريبة من الأرض في 27 يونيو 2001.

## وصلات خارجية
- (30523) 2001 MK23 في قاعدة بيانات مختبر الدفع النفاث لأجرام النظام الشمسي الصغيرة

- الاكتشاف · مخطط المدار ·  العناصر المدارية · المعلمات المادية

- (30523) 2001 MK23 على موقع ويكي سكاي: DSS2, SDSS, GALEX, IRAS, Hydrogen α, X-Ray, Astrophoto, Sky Map, Articles and images